# Palo de Rosa
Palo de Rosa är en ort i Mexiko.   Den ligger i kommunen Tantoyuca och delstaten Veracruz, i den sydöstra delen av landet, 240 km norr om huvudstaden Mexico City. Palo de Rosa ligger 122 meter över havet och antalet invånare är 326.
Terrängen runt Palo de Rosa är platt. Runt Palo de Rosa är det ganska tätbefolkat, med 72 invånare per kvadratkilometer. Närmaste större samhälle är Tantoyuca, 6,1 km söder om Palo de Rosa. Trakten runt Palo de Rosa består till största delen av jordbruksmark.